# Jiří Vítězslav Šamla
Jiří Vítězslav Šamla (17. září 1913 Brno – 14. května 1994 Brno) byl český esperantista, úředník radiové stanice v Brně, hlasatel rozhlasu Verda Stacio, básník a odborník na citrusy. Byl synem Marie Strejčkové-Šamlové.

## Život
V roce 1927 absolvoval kurs jazyka esperanto vysílaný brněnským rozhlasem. V září 1932 se stal programovým pracovníkem a redaktorem rozhlasu a společně se svou matkou pro jeho vysílání připravoval pravidelné přednášky v esperantu pro zahraniční posluchače. Do programu zaváděl především umělecká pásma a uskutečnil první vysílání oper, dramat a operet na světě. Napsal i původní hry v esperantu, zejména do něj ovšem překládal díla českých autorů. Pro děti vydal v roce 1934 brožurku s názvem „Známkou a esperantem poznávej svět!“ vybízející k dopisování prostřednictvím mezinárodního jazyka. Psal i poezii v češtině.
Byl delegátem Světového esperantského svazu a pravidelným spolupracovníkem Heroldo de Esperanto, Ligilo a dalších esperantských časopisů. Do mnoha českých novin přispíval články o esperantu a o esperantu veřejně přednášel. Byl tajemníkem Mezinárodního letoviska v Lázních Bělohrad, tajemník herecké skupiny Traktu (Teatro- kaj radioaktoroj). Založil esperantskou divadelní knihovnu, jejíž vydávání bylo přerušeno druhou světovou válkou.
Od roku 1944 byl redaktorem ve Zlíně. Po druhé světové válce byl obviněn ze spolupráce s okupanty a držen ve vazbě. Pracoval jako úderník ve strojírenství a bagrista, mnohokrát byl vyznamenaný jako nejlepší pracovník. K esperantskému hnutí se již nevrátil. Místo toho se začal věnovat pěstování citrusů, byl velmi činný v klubu pěstitelů citrusů, působil jako redaktor jejich časopisu a psal knihy na toto téma.

## Díla

### Překlady do esperanta
- Karel Mužík: Edison kaj morto (1933, Edison a smrt)
- Jiří Mahen: Lunatika (1934, Náměsíčný)
- Bohumír Polách – J. Žalman (= František Kožík): Sur rozoj sternite (1935, Na růžích ustláno)
- Oskar Nedbal: Pola sango (1936, Polská krev)
- Jiří Wolker: Balado pri okuloj de l' hejtisto (1936, Balada o očích topičových)
- Dalibor Chalupa: Ĉu revo aŭ fakto? (1937, Sen nebo skutečnost?)
- František Langer: Kavaleria patrolo (1937, Jízdní hlídka)
- Eduard Bass: Forlasita (1938, Opuštěný)
- Arkadij Averčenko: Forta karaktero – Silentema najbaro (1938, Silný charakter – Mlčenlivý soused)

Dále též:
- Bedřich Smetana: Vendita fianĉino (Prodaná nevěsta – dříve než Tomáš Pumpr)
- Bedřich Smetana: Kiso (Hubička)
- Jaroslav Hašek: Poctivý nálezce
- F. K. Zeman
- Jaromír Weinberger

### V češtině
Do druhé světové války:
- Mezinárodní školní dopisování: Známkou a esperantem poznávej svět! (spolu s Bohumilem Miličem, 1934)
- Lidová učebnice Esperanta (1937)
- Moderní učebnice mezinárodního jazyka (1936)
- Šamlův lidový slovník esperantsko-český a česko-esperantský (1937)
- Verda Stacio (1937, spolu s Daliborem Chalupou)

Za druhé světové války a po ní:
- Veselý mikrofon (1941)
- Kouzelný vlak (1944)
- Alfred Grünwald: Zamilovaná královna (opereta o 14 scénách, s Vladimírem Konupkem, hudba od Nikolause Brodzského)
- Subtropy (1988)
- Stavíme skleník z lahví (1989)
- Adresář citrusáře (1989, 1990)
- Citrusářův rok (1990)
- Citrusy od A do Z (1990)

### Rozhlasové přednášky v esperantu
- 28. 6. 1932 Sv. Ježek-D. Chalupa (J. V. šamla): La nuntempa teatro kaj filmo en Ĉeĥoslovakio (Současné divadlo a film Československa)
- 26. 7. 1932 Marie Strejčková-Jiří V. Šamla: La ĉeĥoslovaka industrio kaj komerco (Československý průmysl a obchod)
- 9. 8. 1932 Jiří V. Šamla: La komponisto Bedřich Smetana (Skladatel Bedřich Smetana)
- 20. 9. 1932 Jiří V. Šamla: Popolaj fabeloj ĉeĥoslovakaj (Lidové pohádky československé)
- 27. 9. 1932 J. V. Šamla: Ĉeĥaj popolaj kantoj (zpívala Zd. Trdá) (České lidové písně)
- 28. 10. 1932 J. V. Šamla: La signifo de la 28-a de oktobro por Ĉeĥoslovakio (Význam 28. října pro Československo)
- 13. 12. 1932 Jiří V. Šamla: Ni ekmemoru la kreinton de Esperanto Dron Zamenhof (Připomeňme si tvůrce esperanta Dr. Zamenhofa)
- 16. 12. 1932 Jiří V. Šamla: La slovaka popola kanto kaj muziko (Slovenská lidová píseň a hudba)
- 6. 1. 1933 Jiří Šamla: La vintrosportaj terenoj en Ĉeĥoslovakio (Oblasti pro zimní sporty v Československu)
- 30. 1. 1933 Jiří Šamla: Supervido de okazintaĵoj dum la j. 1932 en Ĉeĥoslovakio (Přehled udalostí roku 1932 v Československu)
- 11. 3. 1933 Jiří V. Šamla: Masaryk kaj la junularo (Masaryk a mládež)
- 8. 4. 1933 Jiří V. Šamla: Jiří Mahen (Jiří Mahen)
- 15. 4. 1933 Jiří V. Šamla: La germana literaturo en Ĉeĥoslovakio (Německá literatura v Československu)
- 6. 5. 1933 Jiří V. Šamla: Kio okazis nova en Ĉeĥoslovakio? (Co nového se událo v Československu?)
- 6. 6. 1933 Jiří V. Šamla: M o r a v i o. (M o r a v a), radiofilm složený z dialogů, scén, písní, hudby. délka: 40 minut. vysílalo Brno
- 13. 1. 1934 Jiří V. Šamla: Amo en la ĉeĥoslovaka popolkanto (Láska v československé lidové písni)
- 27. 1. 1934 Jiří V. Šamla: 50 jaroj de fondiĝo de la Nacia teatro en Praha (50 roků od založení Národního divadla v Praze)
- 5. 6. 1935 Jiří V. Šamla: Jen bruetas pinarbaroj – akvo ŝaŭmas sur rokaroj (Voda hučí po lučinách, bory šumí po skalinách)
- 17. 2. 1936 J. Svátek – J. V. Šamla: Jozefĉjo lernas Esperanton. I. Humora sceno por ĉeĥaj infanoj (Pepíček se učí esperanto. I. Humorná scéna pro české děti)
- 30. 3. 1936 Svátek-Šamla: Jozefĉjo lernas esperanton. II. Ĉeĥa sceno (Pepíček se učí esperanto. II. Česká scéna)
- 1. 4. 1936 Vlad. Konupka – J. V. Šamla: Gaja aprila kabaredo (Veselý aprílový kabaret), vysíláno z měsíčního setkání brnněnských esperantistů v salónu sokolského stadionu
- 3. 6. 1936 Jiří V. Šamla: Nia estonta (Náš budoucí), rádiový film ze života okolo světového kongresu esperanta v budoucnosti